# Lochotín (Hradiště)
Lochotín (deutsch Lochotin) ist eine Wüstung auf dem Truppenübungsplatz Hradiště in Tschechien. Das erloschene Dorf liegt zehn Kilometer nordöstlich von Bochov (Buchau) im Okres Karlovy Vary; erhalten ist nur die verfallene Wallfahrtskirche Mariä Himmelfahrt mit den Resten des Friedhofes. Lochotín war bis zum Zweiten Weltkrieg ein regionaler katholischer Wallfahrtsort.

## Geographie
Das Längsangerdorf Lochotín befand sich in der zum Duppauer Gebirge gehörigen Hradišťská hornatina (Burgstadtler Masse) am Oberlauf des Lochotínský potok (Lochotiner Bach). Nördlich erheben sich der Seč (Hauberg; 821 m n.m.), der Větrník (803 m n.m.) und der Mlýnský vrch (Mühlberg; 814 m n.m.), im Südosten der Zlatý vrch (Goldberg; 786 m n.m.), südwestlich der Kamenný vršek (Steinhübel; 765 m n.m.) und die Tonka (Tongaberg; 800 m n.m.), im Westen die Stěna (814 m n.m.) sowie nordwestlich der Za Tonkou (844 m n.m.), der Zigeunerhübel (830 m n.m.) und der Hradiště (Burgstadtl; 934 m n.m.).
Nachbarorte waren Řednice (Rednitz) und Mětikalov (Meckl) im Norden, Třídomí (Dreihäuser) und Bukovina (Buckwa) im Nordosten, Jeseň (Gässing) und Kopáčov (Kopitschau) im Osten, Malý Hlavákov (Klein Lubigau) und Velký Hlavákov (Groß Lubigau) im Südosten, Týniště (Thönischen), Albeřice (Alberitz) und Luka (Luck) im Süden, Holetice (Holetitz) und Radošov (Reschwitz) im Südwesten, Březina (Pirk) und Hradiště (Höfen) im Westen sowie Doupovské Mezilesí (Olitzhaus), Těš (Tesch) und Jírov (Jurau) im Nordwesten.

## Geschichte
Die erste urkundliche Erwähnung des Dorfes Lochotyn und der Kirche erfolgte 1357, als der Pfarrer Blasius mit seinem Nachfolger Heinrich aus Bernau die Pfründe tauschte und letzterer vom Lucker Amtsbruder ins Amt eingeführt wurde. Die auf einem erhöhten Platz über dem Dorfteich errichtete hölzerne Kirche entstand wahrscheinlich in der ersten Hälfte des 14. Jahrhunderts. 1359 wurde der Besitzer des Gutes, Miroslaw von Lochotyn, als Inhaber des Kirchpatronats genannt. Im Jahre 1368 teilten sich Gozliv Mechauer, Theodorik von Lochotyn und Pavel von Služetín das Kirchpatronat; am 19. November führten sie den Kleriker Niklas, einen Sohn des Henslin aus Radošov, in sein Kirchenamt ein, damit er mit der finanziellen Unterstützung sein Studium fortsetzen konnte. Aus dem Papstzehntverzeichnis von 1384 geht hervor, dass von der Kirche in Lochotyn jährlich insgesamt sechs Groschen zu zahlen waren, damit war die Pfarrei die zweitärmste des Luditzer Dekanats. Im Jahre 1385 wurde das Dorf als Lobotyn bezeichnet. Nach der Errichtung der Engelsburg wurde das Gut Lochotyn ein Lehn der Burg. Lehnsmann war zu der Zeit Gozliv Mechauer, anschließend bis 1405 Dietrich Smetanka von Lochotyn auf Chyše. Diesem folgten die Herren Haugwitz. Bušek Haugwitz von Lochotin verkaufte das Gut 1460 an Niklas Gfeller von Sachsengrün. Unter den Herren von Sparneck, die Lochotin vor 1532 erwarben, wurde die Bevölkerung protestantisch. 1561 setzte der Grundherr von Sparneck einen Lutheraner als Prediger ein.
Nachdem der Besitzer des Gutes Verušičky, Sezima Miřkovský, Lochotin 1567 gekauft hatte, befreite er das Dorf von Lehnspflichten. Bis ins 16. Jahrhundert war die Gegend tschechischsprachig. Im Jahre 1601 erwarb Stephan Schlik das Gut; zwei Jahre später veräußerte er Lochating mit einem Meierhof, einer Schäferei, einer Brauerei und einer Mühle für 5000 Schock Meißnische Groschen an den Besitzer der Herrschaft Waltsch, Wenzel von Stampach, der es seiner Herrschaft zuschlug. Nach der Schlacht am Weißen Berg setzte die Rekatholisierung der Bevölkerung ein. Die Pfarrei Lochotin erlosch; die Kirche Mariä Himmelfahrt wurde zunächst der Pfarrei St. Laurentius in Luck und 1627 der Pfarrei Geburt Johannes des Täufers in Waltsch als Filiale zugewiesen.
Der Dreißigjährige Krieg führte zur Verödung des Dorfes; zudem brannte in dieser Zeit die hölzerne Kirche nach einem Blitzeinschlag ab. Von der Innenausstattung konnte lediglich die Lochotiner Madonna gerettet werden. Die Holzkirche wurde später wieder aufgebaut. In der berní rula von 1654 sind für Lochotin vier Bauern und zwei Chalupner aufgeführt; sechs Gehöfte lagen wüst. Eine Schule ist seit dem 17. Jahrhundert nachweisbar. Der Grundherr, Johann Ferdinand von Globen, ließ zwischen 1728 und 1731 eine neue steinerne Kirche errichten. Im Theresianischen Kataster von 1748 ist eine herrschaftliche Mühle mit Brettsäge aufgeführt. Im Jahre 1784 begann die Führung der Kirchenbücher, die zunächst noch in Waltsch aufbewahrt wurden. 1787 wurde die Kirche in Lochating zur Lokalkirche erhoben, die Bezahlung des Lokalisten erfolgte aus dem Religionsfonds. Im Jahr darauf entstand das Lokalistenhaus. Die Familie Korb von Weidenheim, die Waltsch kurz zuvor erworben hatte, ließ 1800 den Lochotiner Meierhof parzellieren und auf der wüsten Dorfstelle von Kopitschau sieben Häuser errichten. 1826 begann der Bau eines neuen Schulhauses, das 1833 eingeweiht wurde. Ein Hochwasser des Lochotiner Baches überflutete 1827 Teile des Dorfes.
Im Jahre 1845 bestand das im Elbogener Kreis gelegene Dorf Lochotin aus 70 Häusern mit 412 deutschsprachigen Einwohnern, darunter einer protestantischen Familie. Unter herrschaftlichem Patronat standen die Lokalkirche Mariä Himmelfahrt, das Lokalistenhaus und die Schule. Lochotin war Sitz eines drei Waltscher Forstreviere, das eine Waldfläche von 638 Joch 532 Quadratklafter bewirtschaftete. Im Ort gab es zudem ein herrschaftliches Jägerhaus, eine Mühle und ein Wirtshaus. Abseits lag die Untere Mühle mit einer Brettsäge. Lochotin war Pfarr- und Schulort für Kopitschau, Gässing und Klein-Lubigau. Bis zur Mitte des 19. Jahrhunderts blieb Lochotin der Herrschaft Waltsch untertänig.
Nach der Aufhebung der Patrimonialherrschaften bildete Lochotin / Lochotín ab 1850 eine Gemeinde im Gerichtsbezirk Buchau. 1855 wurde in Lochotin wieder eine Pfarrei eingerichtet, deren Sprengel auch die Dörfer Gässing, Klein Lubigau und Kopitschau umfasste. Durch das Wasser aus dem Gemeindebrunnen infizierten sich in den Jahren 1863–1865 72 Einwohner mit Bauchtyphus. Ab 1868 gehörte Lochotin zum Bezirk Luditz. Im Jahre 1869 bestand die Gemeinde aus 84 Häusern und hatte 498 Einwohner. Die Freiwillige Feuerwehr wurde 1873 gegründet. Mit 539 Einwohnern erreichte Lochotin 1895 die höchste Bevölkerungszahl seiner Geschichte. Ein Eisstau im Lochotiner Bach führte 1895 zu einer Überschwemmung.
Im Jahre 1900 hatte Lochotin 470 Einwohner, 1910 waren es 468. Während des Ersten Weltkrieges zogen zehn galizische Juden nach Lochotin. Nach dem Ersten Weltkrieg zerfiel der Vielvölkerstaat Österreich-Ungarn, das Dorf wurde 1918 Teil der neu gebildeten Tschechoslowakischen Republik. Beim Zensus von 1921 lebten in den 87 Häusern von Lochotin 432 Personen, darunter 426 Deutsche und zwei Tschechen. 1930 lebten in den 87 Häusern von Lochotin 393 Personen. 1932 wurde ein Denkmal für die im Ersten Weltkrieg gefallenen Männer von Lochotin enthüllt. Zu dieser Zeit gab es in der Gemeinde drei Gemischtwarenläden, drei Schuhmacher, je zwei Gasthäuser, Mühlen, Schmieden und Schreinereien sowie einen Metzger, einen Frisör und einen Wagner. Die obere Mühle wurde als Sägewerk betrieben, die untere verarbeitete Lein und produzierte Öl. Nach dem Münchner Abkommen wurde Lochotin im Oktober 1938 dem Deutschen Reich zugeschlagen und gehörte bis 1945 zum Landkreis Luditz. 1939 hatte die Gemeinde 309 Einwohner. Nach dem Ende des Zweiten Weltkrieges kam Lochotín zur wiedererrichteten Tschechoslowakei zurück. Am 2. September 1945 wurde eine tschechische Schule eröffnet. Nach der im Herbst 1945 begonnenen Aussiedlung der deutschen Bewohner wurde das Dorf nur schwach mit Tschechen wiederbesiedelt. Im Zuge der Gebietsreform von 1948 wurde der Okres Žlutice aufgelöst und Lochotín zum 1. Februar 1949 dem Okres Toužim zugeordnet. Der letzte Gottesdienst in Lochotín wurde 1949 gehalten; die Pfarrei war zu dieser Zeit bereits verwaist und wurde vom Lukaer Pfarrer verwaltet. 1950 lebten in den 64 Häusern von Lochotín nur noch 67 Personen. Die JZD Lochotín wurde 1951 gegründet. Im Zuge der Errichtung des Truppenübungsplatzes Hradiště erfolgte 1953 die Absiedlung des Dorfes und seine Eingliederung in das Militärgebiet. Bei der Gebietsreform von 1960 wurde der Truppenübungsplatz in den Okres Karlovy Vary eingegliedert. Das verlassene Dorf wurde dem Verfall überlassen. Für Vít Olmers Verfilmung von Josef Škvoreckýs Roman Tankový prapor (Das Panzerbataillon) wurden einige Hausruinen provisorisch wieder hergerichtet, um sie bei den Dreharbeiten zu zerstören. Dabei fanden auch Grabsteine des Friedhofes eine Verwendung als Treppenstufen.
Auf der wüsten Dorfstelle sind heute nur die verfallene Kirche mit den Resten des Friedhofs, die Grundmauern einiger Häuser, der Dorfteich sowie Bäume und Sträucher zu finden.

## Ortsgliederung
Die Wüstung Lochotín ist Teil des Katastralbezirkes Radošov u Hradiště.

## Wallfahrten

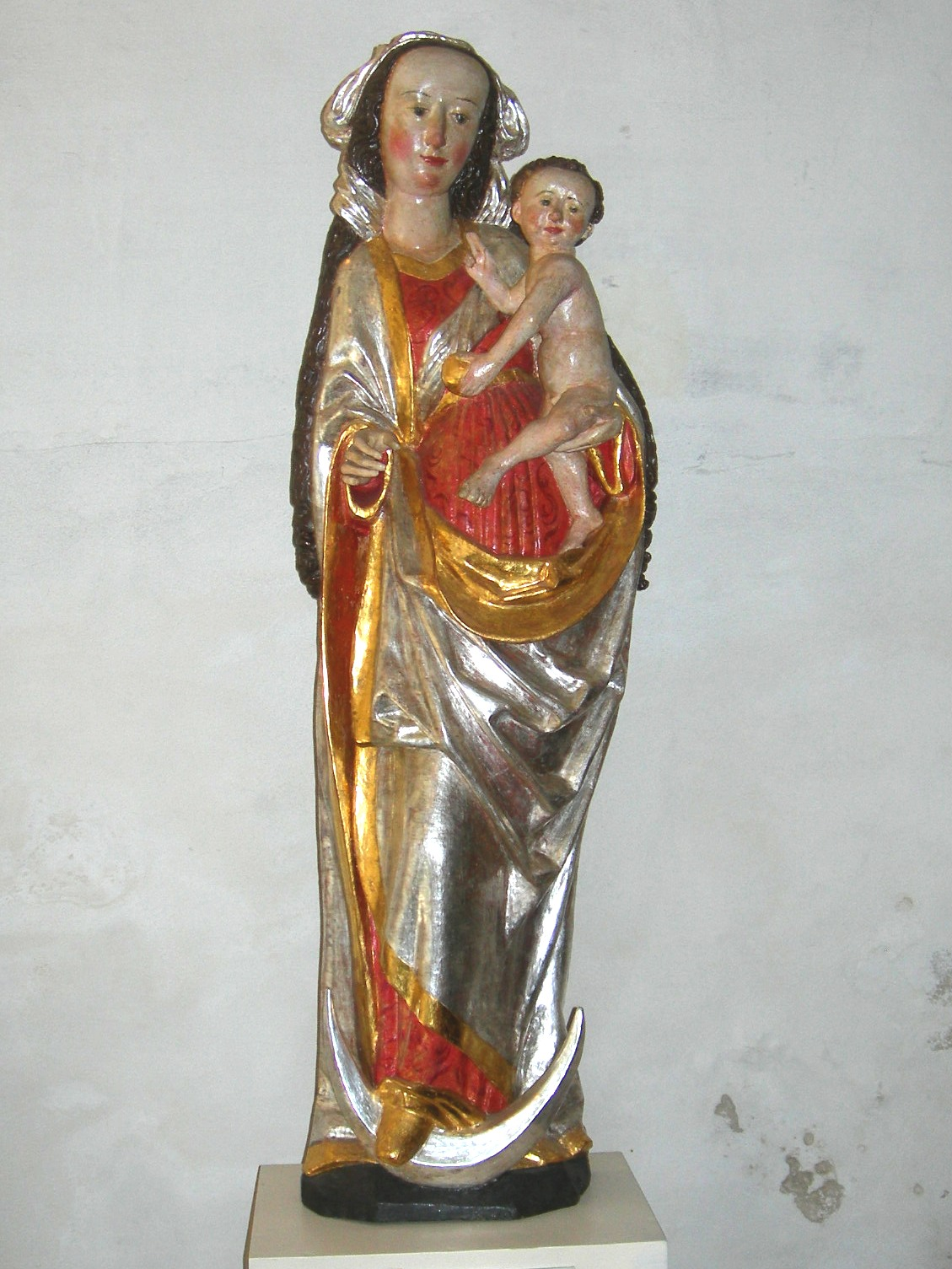
Lochotiner Madonna

Jährlich zu Mariä Geburt fand die Lochotiner Wallfahrt statt. Ziel der acht bis zwölf Prozessionszüge aus der Umgebung war die 1510 von einem unbekannten Holzschnitzer geschaffene gotische Lochotiner Madonna. Beiderseits des Weges zur Kirche Mariä Himmelfahrt waren an diesem Tag Verkaufsstände mit Süßigkeiten, kirchlichen Gegenständen und Kerzen aufgebaut.

## Denkmale
- Barocke Wallfahrtskirche Mariä Himmelfahrt, sie wurde zwischen 1728 und 1731 anstelle eines hölzernen Vorgängerbaus auf Veranlassung des Besitzers der Herrschaft Waltsch, Johann Ferdinand von Globen, gemäß dem letzten Wunsch seiner verstorbenen Ehefrau errichtet und 1735 geweiht. Sie war mit einem 37 m hohen Turm, drei Altären und zwei Glocken ausgestattet. Zum Ende des 18. Jahrhunderts erfolgte ein spätbarocker Umbau und die Errichtung einer neuen Sakristei, die 1800 vollendet wurde. Die größere Glocke wurde 1594 im Auftrag des Kirchpatrons Sezima Miřkovský durch Hans Wildt in St. Joachimsthal gegossen.

1909 erhielt die Kirche eine neue pneumatische Orgel aus der Werkstatt des Prager Orgelbauers Heinrich Schiffner. Die letzten ordentlichen Instandsetzungsarbeiten erfolgten 1937. Im Jahre 1949 hielt der Lukaer Pfarrer Maxmilian Wilfer, der die Pfarrei Lochotín mit verwaltete, in Anwesenheit des Erzbischofs Josef Beran die letzte Firmung in Lochotín. Danach ließ Wilfer einen Teil der Ausstattung der geschlossenen Kirche Mariä Himmelfahrt, darunter die Lochotiner Madonna sowie die Statuen der hll. Wenzel und Prokop in die Kirche St. Laurentius in Luka verbringen. Die Altarmedaillons mit den Bildnissen der Vierzehn Nothelfer wurden auf dem Dachboden des Pfarrhauses in Luka eingelagert und befinden sich heute in der Kirche St. Johannes von Nepomuk in Nové Hamry. Die auf dem Altar von St. Laurentius gestandene Lochotiner Madonna wurde 1991 gestohlen und nach Deutschland verkauft. Nach der Rückgabe wurde die 1510 geschaffene Madonna restauriert und ins Diözesanmuseum Pilsen verbracht.
Mit der Eingliederung von Lochotín in den Truppenübungsplatz Hradiště beschlagnahmte die Tschechoslowakische Armee 1953 die kirchlichen Liegenschaften in dem Dorf. Das Kirchengebäude überließ die Armee dem Verfall, nutzte es aber als Lager für Gerümpel. Die Kuppel des Kirchturms wurde nach 1962 abgebrochen und durch ein niedriges Zeltdach ersetzt; das Kirchendach erhielt eine neue Eindeckung aus Wellasbestplatten. Durch den Klub přátel Doupovských hor, der sich ab 1991 für die Kirche engagierte und sie entrümpelte, wurden 1992 ein Musikabend und eine Theateraufführung in der Kirche organisiert. In den 1990er Jahren erhielt der Kirchturm eine mit Dachpappe eingedeckte provisorische glockenförmige Kuppel. Nachdem der Klub sein Engagement für die Kirche einstellte, setzte sich der Verfall fort. Im Jahre 2000 nahm das Kulturministerium Verhandlungen mit dem Verteidigungsministerium wegen der Aufnahme der Kirche in das Verzeichnis der Kulturdenkmale auf. 2018 ließ die Armee die Dächer mit Plastikplanen abdecken und alle Zugänge zur Kirche sichern. Seitens des Verteidigungsministeriums ist eine Generalrekonstruktion der Kirche vorgesehen.
- Am Goldberg wurde im 16. oder 17. Jahrhundert Bergbau betrieben, über den nichts Näheres bekannt ist. Erhalten sind Stollen und Schächte.